# Paris-Forges-les-Eaux
Paris-Forges-les-Eaux est une course cycliste française qui relie la Capitale et la commune de Forges-les-Eaux, située dans le département de la Seine-Maritime. Durant son existence, elle fait partie des plus prestigieuses classiques amateurs en banlieue parisienne.

## Palmarès
| Année | Vainqueur              | Deuxième                  | Troisième         |
| ----- | ---------------------- | ------------------------- | ----------------- |
| 1954  | Jean Hoffmann          | Pierre Dos Santos         | Bonneton          |
| 1955  | Michel Vermeulin       | Pierre Gouget             | Christian Fanuel  |
| 1956  | Camille Le Menn        | Orphée Meneghini          | Jacques Sabathier |
| 1957  | Guy Claud              | Camille Le Menn           | Jean Plaudet      |
| 1958  | Jean Plaudet           | Gilbert Lecomte           | Mario Seron       |
| 1959  | Joseph Boudon          | Paul Vermeulen            | Claude Valdois    |
| 1960  | Gérard Bauman          | Marcel Seurin             | Aimé Le Gouallec  |
| 1961  | Gérard Bauman          | Jean-Pierre Van Haverbeke | Roger Paris       |
| 1962  | Christian Delafontaine | Marcel Seurin             | Gilbert Piau      |
| 1963  | Jean Arze              | Aimable Denhez            | Pierre Jacquelot  |
| 1964  | Raymond Huguet         | Gérard Swertvaeger        | Francis Bazire    |
| 1965  | Jean-Yves Roy          | Michel Benoît             | Giovanni Fusco    |
| 1966  | Jean-Claude Genty      | Robert Hiltenbrand        | Patrick Charron   |
| 1967  | Michel Lainé           | Alain Motard              | Jean-Pierre Livet |
| 1968  | Gérard Briend          | Jacques Pommier           | Daniel Bucaille   |